# Trichopsomyia flavitarsis
Trichopsomyia flavitarsis là một loài ruồi trong họ Ruồi giả ong (Syrphidae). Loài này được Meigen mô tả khoa học lần đầu tiên vào năm 1822. Trichopsomyia flavitarsis phân bố ở vùng Cổ Bắc giới (Đan Mạch)